# Patrick Kostner
Patrick Kostner (* 28. února 1988) je bývalý rakouský fotbalový brankář, aktuálně trenér brankářů ve First Vienna FC 1894.

## Klubová kariéra
Od roku 2006 do roku 2013 hrál za Kapfenberger SV. Občas hrál v poli. Z klubu byl na hostování v ASK Baumgarten. Poté hrál v SKN St. Pölten a během zimy v sezóně 2015/16 přestoupil do First Vienna FC 1894. V sezóně 2017/18 klubu hrozil bankrot. Po konci sezóny klub opustil a hrál za Wiener Sport-Club. Před sezónou 2020/21 přestoupil do ASK Elektra Vídeň. kteří hrají nižší ligu ve Vienna City League . Za Elektru ve čtvrté nejvyšší lize odehrál dvanáct zápasů.
V sezóně 2021/22 se Elektra sloučila s Wiener Linien a vytvořila TWL Elektra, za kterou poté hrál. 